# Iberolacerta aranica
Iberolacerta aranica  (лат.) — вид ящериц из семейства настоящих ящериц.
Длина тела самцов составляет 62 мм, самок — 67 мм. Своей короткой головой, короткими ногами и коротким хвостом напоминает живородящую ящерицу. Окраска спины сероватого цвета с оттенком коричневого и оливкового цвета. Брюхо белое.
Этот вид встречается в Пиренеях на границе Франции и Испании. Вид встречается в массиве Мауберме, между долинами Аран и Арьеж, а в 2006 году новая популяция была обнаружена в Мон Валье (Франция). Распространён на высоте от 1640 до 2668 метров над уровнем моря.
Этот вид встречается в скалистых альпийских местностях, таких как каменистые луга, обнажения горных пород и склоны. 
Спаривание происходит с середины мая до конца июня. Это яйцекладущий вид. В кладке 2—5 яиц длиной 10—15 мм и шириной 7—11 мм.
О питании и естественных врагах вида сведений нет.